# Короновані ікони
Короновані ікони — ікони в римо-католицькій церкві, відзначені особливим актом коронації як найшанованіші, Чудодійні ікони Богородиці. Літургійний акт коронування здійснює Папа або делегований єпископ. Освячені корони називаються папськими або римськими. В окремих випадах можливі коронації на єпископському праві.

## Історія
732 року Папа Григорій III (731–741) коронував золотими коронами з діамантами ікону Богородиці для ораторії собору св. Петра.
843 року Папа Григорій IV (827–844) дарував дві срібні корони іконі Божої Матері для церкви свв. Каліста і Корнелія. Пізніше також занотовано окремі випадки коронування ікон у Римі, але вони мали спорадичний, несистемний характер.
1630 року граф Олександр Сфорца Паллавічіні (†1639), декан Ватиканської капітули, заснував спеціальний фонд для виготовлення дорогоцінних корон.
Папа Урбан VIII (1623–1644) доручив капітулі розглядати подання та надавати дозвіл на коронування чудотворних ікон і статуй Христа й Богородиці. Перше коронування за новими правилами відбулося 25 серпня 1631 року. За його життя в Римі відбулося тринадцять коронувань. Згодом такі урочистості почали проводити в інших місцях.

## Українські короновані ікони Богородиці
- Ікона Матері Божої Теребовлянської або Матері Божої Милостивого Захисту — Одигітрія, одна з найстаріших «плачучих ікон» України, перші письмові згадки датуються XVII століттям. Походить із Підгорянського монастиря поблизу Теребовлі. Зберігається в архікатедральному соборі Святого Юра у Львові[1]. 25 червня 2001 року ікону короновано Папою Іваном Павлом II під час офіційного візиту до Львова[2]

- Самбірська ікона Божої Матері або Матір Руського краю — чудотворна коронована ікона Богородиці, одигітрія, що знаходиться в церкві Різдва Пречистої Діви Марії в м. Самборі, була намальована олійними фарбами на кипарисовій дошці товщиною до півтора сантиметра, має вгорі напис латинськими літерами лат. Mater Deo (укр. Мати Божа). Як свідчать перекази, Самбірську ікону Богородиці намалював на дошці з кипарисового дерева сам євангеліст Лука. Її привезли до Самбора два грецькі купці на початку XVII ст. Дослідники зараховують її до найдавніших українських ікон, що походять із XII–XIII ст. 1928 року Папа Римський Пій XI коронував ікону Папською короною. Акт коронації здійснив владика Йосафат Коциловський у свято Успення Пресвятої Богородиці 28 серпня 1928 року. Всього в коронаційних обходах і відправах взяло участь 212 духовних осіб, у тому числі 28 польських священиків та понад 50 тисяч вірних обох обрядів[3].

- Богородчанська ікона Божої Матері (1691) в Польщі відома як пол. Ikona MB Korbielowskiej (Ікона Матері Божої Корбєльовскої) — чудотворна коронована ікона Богородиці, одигітрія, знаходиться в костелі Пресвятої Богородиці Королеви Ангелів (пол. Kościół NMP Królowej Aniołów), Кобєльові (Польща), копія — у церкві св. Йоана Богослова (Богородчани)[4][5].

- Ікона Матері Божої Бердичівської (IV століття) — чудотворна ікона Божої Матері, Одигітрія, головна католицька святиня України, а також головна святиня Полісся. Коронована 28 січня 1753 року Папою Бенедиктом XIV. Оригінал не зберігся. Копія написана краківською художницею — реставраторкою полотен Боженою Мусі-Совінською в 1990 році, коронована у липні 1998 року Папою Іваном-Павлом II. Знаходиться в головному вівтарі костелу Непорочного Зачаття Пресвятої Діви Марії в Бердичеві. Шанується однаково католиками і православними[6][7]. 28 січня 1753 року папа Бенедикт XIV видав декрет про коронацію ікони. Для ікони були надіслані дві золоті корони зі смарагдами. Церемонію коронації проводив київський єпископ Каетан Солтик. Однак у 1831 році корони були викрадені невідомими. Коштом місцевої шляхти були виготовлені дублікати, які, проте, спіткала така сама доля. Тоді кармеліти добилися повторної коронації ікони. В 1844 році папа Пій IX надіслав для Бердичівської Божої Матері корони з діамантами і золоті ризи. Третя коронація чудотворної ікони відбулась у 1856 році. Ікона Матері Божої Бердичівської була оздоблена золотом та сріблом і вишитими окладами[6]. В 1990 році краківська художниця-реставратор Божена Мусі-Совінська написала копію ікони Матері Божої Бердичівської. 9 червня 1997 року папа Іоанн Павло II благословив і освятив її в костелі святої Ядвіги у Кракові[6]. 19 липня 1998 року копія ікони була коронована. Церемонію провів єпископ Києво-Житомирської дієцезії Ян Пурвінський[7].

- Гошівська чудотворна ікона Божої Матері — чудотворна ікона Божої Матері. Копія Чудотворної Ікони Ченстоховської Матері Божої. Одигітрія. У 2009 р. Папа Римський Бенедикт XVI благословив і освятив золоті корони для Гошівської чудотворної ікони. Коронована 28 серпня 2009 року. Шанується греко-католицькою і римо-католицькою церквою. Копія зберігається в Гошівському монастирі[8].

- Ікона Божої Матері Зарваницької — чудотворна ікона, одигітрія. Поясний образ Богородиці, котра тримає на лівій руці малого Ісуса; розпростерті правиці обох постатей підняті для вітання та благословення; погляд Божої Матері спокійний, зосереджений. Святиня Зарваниці, датується серединою XVII ст. Стараннями греко-католицького священика, пароха в Зарваниці отця Порфирія Мандичевського (посла до Галицького сейму[9]) 1867 року відбулась урочиста коронація ікони. Папа Римський Пій IX надав їй відпустового значення. 1921 року художник Петро Холодний реставрував її та виготовив копію. Після Другої світової війни місцеві жителі П. Деркач і Ю. Монастирська переховували ікону, в 1988 році передали її до Зарваницького храму Пресвятої Трійці. Відтоді у Зарваниці відбуваються багатолюдні прощі[10].

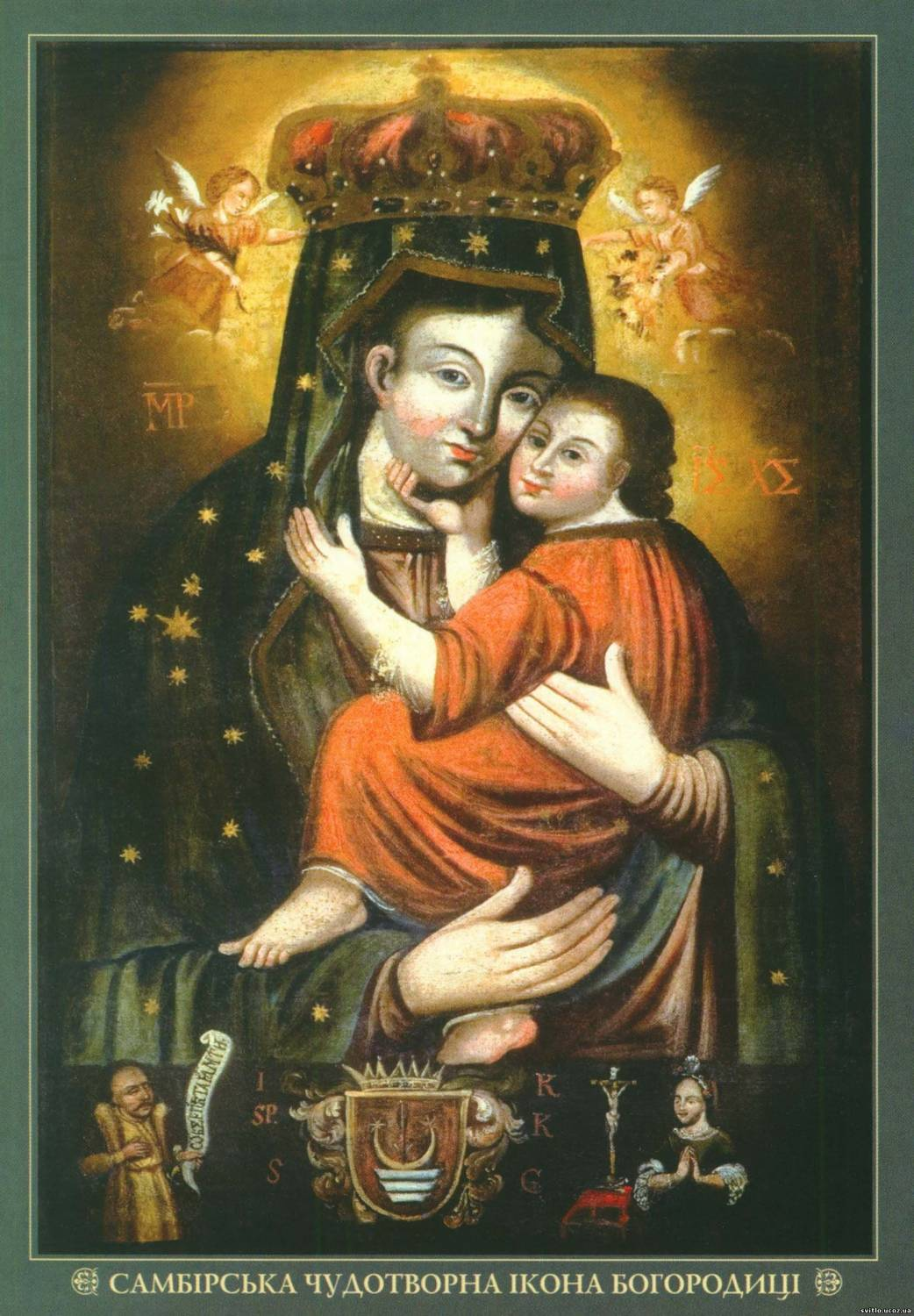
Самбірська Божа Мати
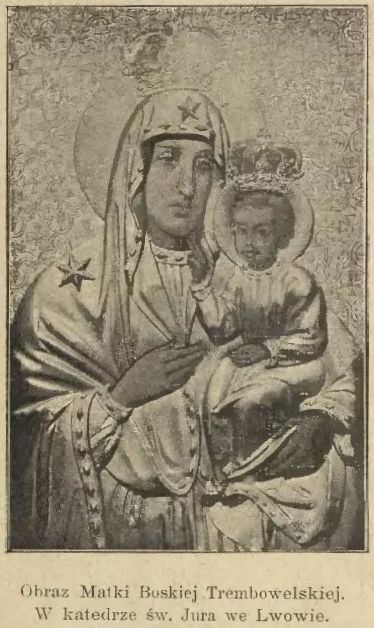
Теребовлянська Божа мати
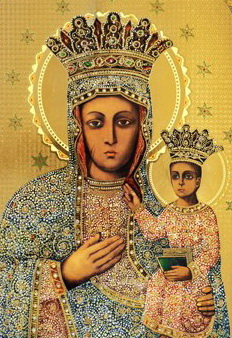
Гошівська Божа Мати
Зарваницька Божа Мати
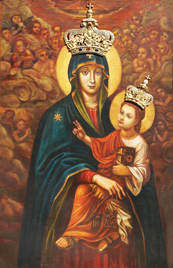
Бердичівська Богоматір
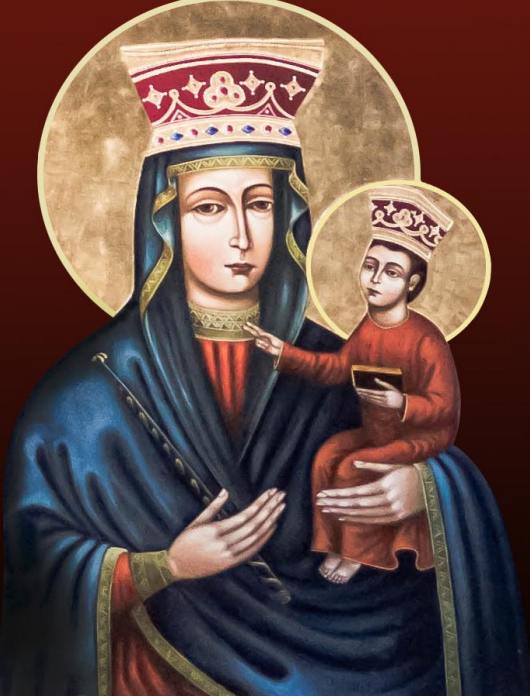
Богородчанська Богоматір

## Короновані ікони Богородиці у світі
- Ченстоховська ікона Божої Матері або Белзька ікона Божої Матері — чудотворна ікона Богородиці, одигітрія, написана, за переказами, євангелістом Лукою в Єрусалимі на кришці стола Святого сімейства, в Сіонській світлиці. За переказом, її переховували в царських палатах у Царгороді, й звідти князь Лев Данилович (†1301) привіз її на Русь та помістив у церкві на Княжому дворі у Белзі. 1382 року князь Володислав Опольський, володар Русі (1372–1378, 1385–1387), зафундував монастир паулінів на Ясній Горі у Ченстохові та переніс туди Белзьку Богородицю. За дорученням Папи Климента XI (1700–1721) холмський єпископ Христофор Шембек (1713–1719) коронував Ченстоховську (Белзьку) Богородицю. Одна з найвідоміших і найшанованіших святинь Польщі і Центральної Європи. Шанується однаково католиками і православними. Через темний відтінок обличчя також відома як «Чорна Мадонна»[1].
- Мати Божа Фатімська (порт. Nossa Senhora de Fátima, від міста Фатіма Португалії) — образ Богородиці, відома як Діва Марія Веревиці Фатімської (Nossa Senhora do Rosário de Fátima). 1917 року вона шість разів з'являлася у Фатімі трьом пастушкам — Люсії (порт. Lúcia dos Santos), Жасінті (порт. Jacinta Marto) та Франціску (порт. Francisco Marto). Під час останнього об'явлення Богородиця сказала: «Я — Мати Вервиці» (або «Пані Вервиці»). Саме на основі їх розповідей був відтворений образ Божої Мати. Діва Марія з'являлася над невеличким дубом, стоячи на світло-сірій хмаринці Саме так її часто й зображають. 1930 року католицька церква офіційно визнала ці події, як диво й одкровення, яке не суперечить доктрині.

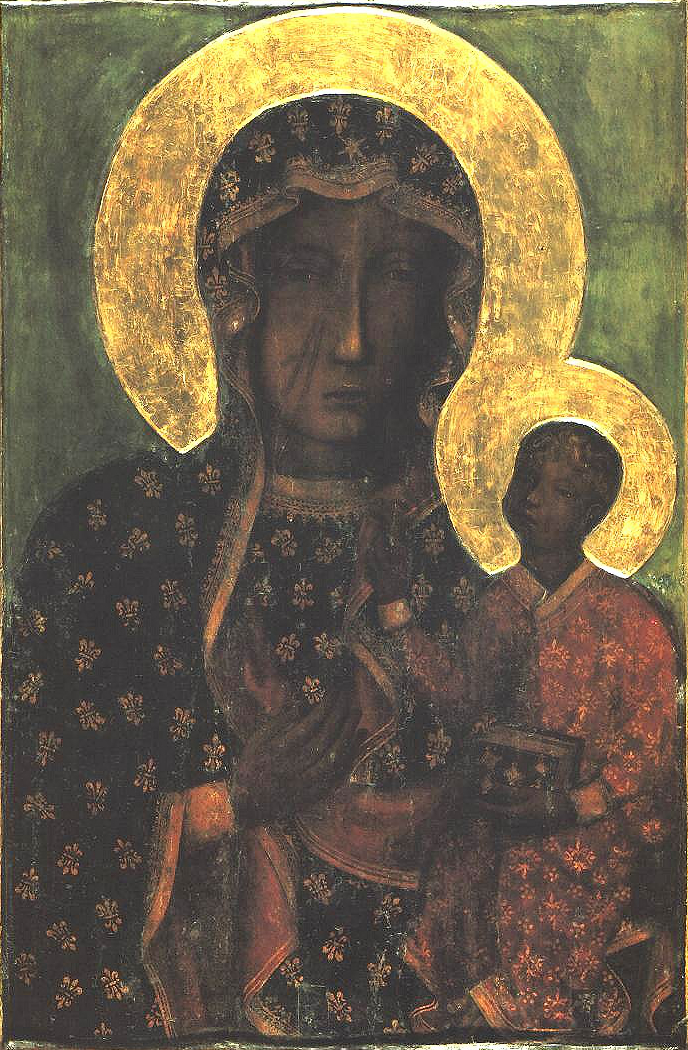
Ченстоховська (Белзька) ікона Божої Матері
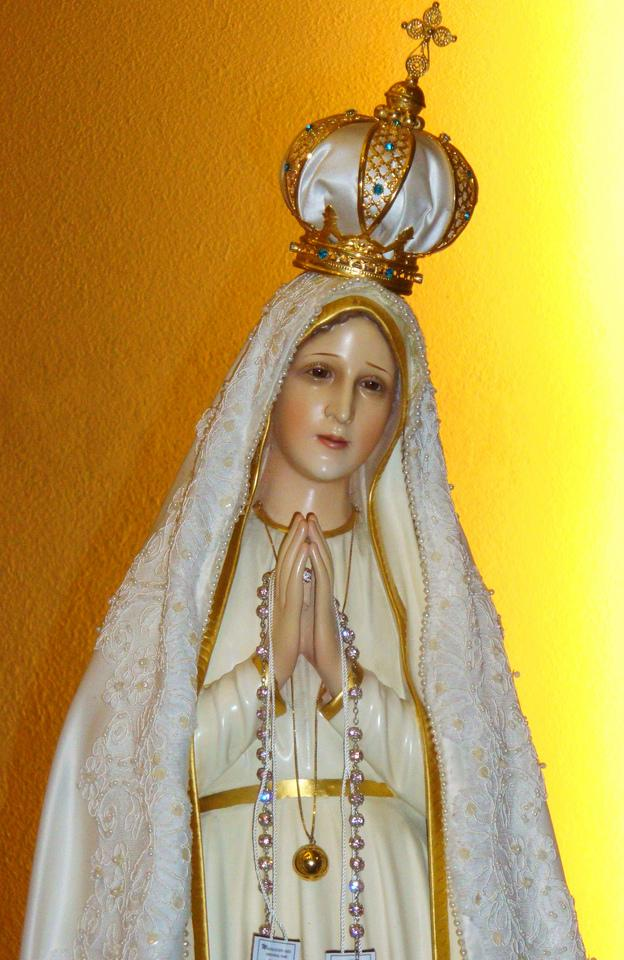
Мати Божа Фатімська